# Orjaški tukan
Orjaški tukan (znanstveno ime Ramphastos toco) je največji in verjetno najprepoznavnejši predstavnik tukanov ter ptičev plezalcev nasploh. Doseže prek 60 cm v dolžino, od česar velik del, 20 cm, odpade na orjaški, živobarven kljun. Ta je rdečkasto rumen s črno liso na konici zgornje čeljustnice. Odrasel samec tehta do 800 g. Tudi operjenost je vpadljiva: po večini telesa je bleščeče črne barve, z območji bele barve na grlu, zgornjem delu prsi in trtici ter rdečo liso na bazi spodnje strani repa. Okoli oči je temno moder krog, okrog tega pa obroč gole kože rumene barve. Oglaša se z grlenim krakanjem, poleg tega pa proizvaja zvok tudi z udarjanjem kljuna ob veje.
Prehranjuje se s sadeži številnih rastlinskih vrst, ki jih spretno obira s svojim velikim kljunom, predvsem v času gnezditve pa prehrano dopolnjuje tudi z žuželkami in drugim živalskim plenom. Samica izleže 3-4 snežno bela jajca in jih vali 16 dni. Mladiči se osamosvojijo po 46 do 50 dneh.
Orjaški tukan živi v Južni Ameriki in ima največje območje razširjenosti med tukani. Za razliko od drugih tukanov ne prebiva v gosto poraslih pragozdovih, temveč preferira redkeje porasel mozaični habitat, kjer se menjajo drevesni nasadi z odprtimi rastišči. Razširjen je od Gvajane preko Brazilije in Bolivije do severnih delov Argentine ter Paragvaja. Prepoznani sta dve geografsko ločeni podvrsti: severnejša Ramphastos toco toco sega od Gvajane do severne Brazilije in se v širokem pasu območja razširjenosti prekriva z južnejšo  Ramphastos toco albogularis. Morfološko se podvrsti zelo malo razlikujeta. Ker se izogiba notranjosti pragozdov, je v večjem delu Amazonije prisoten le ob rekah in na čistinah. Od konca 1970. let se vrsta uspešno razmnožuje v ujetništvu in je priljubljen v živalskih vrtovih ter kot domači ljubljenček.
Kljub vpadljivosti je o populaciji in njegovem življenju v divjini razmeroma malo znanega. Zaradi velikega območja razširjenosti ne šteje za ogroženo vrsto, je pa mednarodna trgovina s primerki regulirana z uvrstitvijo vrste v prilogo II konvencije mednarodnega trgovanja z ogroženimi vrstami flore in favne (CITES).